# Sclerophrys reesi
Sclerophrys reesi – słabo poznany afrykański gatunek płaza bezogonowego z rodziny ropuchowatych (Bufonidae).

## Systematyka
W przeszłości zaliczano go do licznego w gatunki rodzaju Bufo. W 2006 roku Frost i inni przenieśli go do rodzaju Amietophrynus. Ohler i Dubois w 2016 roku wykazali, że nazwa Amietophrynus jest młodszym synonimem nazwy Sclerophrys.

## Występowanie
To endemiczne stworzenie występuje tylko w jednym miejscu na terenie Tanzanii. Chodzi tutaj o położoną na wysokości od 200 do 500 metrów nad poziomem morza równinę zalewową Kihansi-Kilombero.
Zwierzę prawdopodobnie zasiedla tereny trawiaste równiny zalewowej.

## Rozmnażanie
Najprawdopodobniej ma miejsce w środowisku wodnym.

## Status
Zagrożenia dla tego gatunku mogą stanowić rolnictwo, w tym nadmierny wypas zwierząt domowych, a także osadnictwo ludzkie.